# 诺让勒罗特鲁站
诺让勒罗特鲁站，是法国的一个铁路车站，位于法国厄尔-卢瓦省的诺让勒罗特鲁。

## 位置
诺让勒罗特鲁站位于诺让勒罗特鲁市区的西部，巴黎－布雷斯特铁路148.113公里处。车站大致南北呈走向，开口朝东。

## 设施
诺让勒罗特鲁站设有人工售票窗口，其开放时间如下：
- 周一至五：5:45~19:55
- 周六：6:15~19:55
- 周日及节假日：8:00~21:35

此外，诺让勒罗特鲁站还设有自动售票机等设施。

## 停靠线路
以下列车线路在诺让勒罗特鲁站停靠：
| 诺让勒罗特鲁站列车线路表 |      |                       |                |              |
| 线路                     | 车种 | 上一站                | 下一站         | 大致运行频率 |
| 巴黎—勒芒                | TER  | 拉卢普                | 拉菲尔泰贝尔纳 | 每天10趟左右 |
| 巴黎/沙特尔—诺让勒罗特鲁 | TER  | 拉卢普/云讷河畔孔代   | （终点）       | 每天7趟左右  |
| 沙特尔/诺让勒罗特鲁—勒芒 | TER  | 云讷河畔孔代/（起点） | 勒特伊-拉鲁日  | 每天7趟左右  |
| 1.                       |      |                       |                |              |

## 配套交通

### 长途客车
| 停靠诺让勒罗特鲁站的大巴车 |                                 | |
| 上下车地点                 | 运营单位                        | 主要线路及目的地 |
| 诺让勒罗特鲁站门口         | 厄尔-卢瓦省城际客运 Transbeauce | - 9号线：博蒙雷若泰勒、米耶尔麦涅、布鲁、沙托丹、维朗皮、奥尔良 - 44号线：苏昂塞欧佩尔什、苏瓦泽、沙佩勒纪尧姆、沙佩勒华雅勒、拉巴佐什古埃、雷若泰勒维勒维永 |
| 诺让勒罗特鲁站门口         | 奥恩省城际客运 Cap'Orne         | - 70线：云讷河畔孔代、圣日耳曼代格鲁瓦、拉沙佩勒蒙特利容、莫尔塔涅欧佩尔什、萨尔特河畔勒梅勒、阿朗松 - 71线：诺塞、科洛纳尔科吕贝尔、贝莱姆、马梅尔、阿朗松  |
| 诺让勒罗特鲁站门口         | SNCF Car TER                    | （当某条铁路线施工或罢工时，SNCF可能也会提供途径该线路沿途站点的大巴车）                                                                                     |
| 1. 2. 3.                   |                                 | |

### 市内交通
| 诺让勒罗特鲁附近的市内公共交通线路 |                    | |
| 公交车站名称                       | 位置               | 停靠线路                                                                                           |
| Gare SNCF 火车站                   | 诺让勒罗特鲁站门口 | - 市区公交线：鸡鸣 ↔ 医院 ↔ 市政府 ↔ 林桥 ↔ 火车站 ↔ 戈什提耶尔商业中心 ↔ 让穆兰 ↔ 强地 ↔ 综合超市 |
| 1. 2.                              |                    | |

### 社会车辆
诺让勒罗特鲁站门口设有社会车辆停车场。

## 临近车站
| 诺让勒罗特鲁站（Gare de Nogent-le-Rotrou） |                    |                 |
| 上行车站                                   | 线路               | 下行车站        |
| 云讷河畔孔代站                             | 巴黎－布雷斯特铁路 | 勒特伊-拉鲁日站 |
| - 本表仅显示运营中的线路及车站             |                    |                 |